# 裴漼
裴 漼（はい さい、生年不詳 - 736年）は、唐代の官僚。本貫は絳州聞喜県。

## 経歴
倉部郎中の裴琰之の子として生まれた。病床の父に仕えて苦労して働き、十数年のあいだ官に出仕を求めなかった。父の死後、大礼挙に応じ、陳留県主簿に任じられ、監察御史に累進した。ときに吏部侍郎の崔湜や鄭愔が不正に財産を蓄えた罪で監察御史の李尚隠に弾劾され、裴漼がともにこの事件を糾明することになった。崔湜らは安楽公主や上官婉児の仲間であったが、裴漼は権貴を恐れずかれらの罪を正しく上奏したので、当時に称賛された。三度異動して中書舎人となった。
太極元年（712年）、睿宗が金仙公主と玉真公主のために金仙観と玉真観を造営すると、裴漼は上疏してこれを諫めた。諫言は聞き入れられなかった。ほどなく兵部侍郎に転じた。
開元5年（717年）、吏部侍郎に任じられた。二度異動して黄門侍郎となり、韋抗に代わって御史大夫となった。裴漼は早くから張説と仲が良く、張説が宰相となると、たびたび推薦を受けた。裴漼は上奏をよくしたことから、玄宗に重んじられた。このため吏部尚書に抜擢され、ほどなく太子賓客に転じた。裴漼の家は倹約で知られたが、裴漼の晩年になって、妓妾を蓄え、庭を綺羅で飾るようになったため、当時の世論に非難された。開元24年（736年）、裴漼は死去した。享年は七十数歳。礼部尚書の位を追贈された。諡は懿といった。
従弟の裴寛がまた知られた。

## 伝記資料
- 『旧唐書』巻100 列伝第50
- 『新唐書』巻130 列伝第55